# Fade into Darkness
Singles de Avicii featuring Andreas Moe
My Feelings for You
(2010) Collide
(2011)
Fade into Darkness est une musique du DJ producteur suédois Avicii. Sorti le 16 juillet 2011, la chanson est écrite par Simon Jeffes.

## Liste des pistes
- Téléchargement digital[1]

1. Fade Into Darkness (Vocal Radio Mix) – 3:18
2. Fade Into Darkness (Instrumental Club Mix) – 5:48
3. Fade Into Darkness (Vocal Club Mix) – 6:09
4. Fade Into Darkness (Instrumental Radio Mix) – 2:58

## Personnels
- Tim Bergling – auteur-compositeur, producteur
- Arash Pournouri – auteur-compositeur, producteur
- Simon Jeffes – auteur-compositeur
- John Martin – auteur-compositeur
- Michel Zitron – auteur-compositeur
- Måns Wredenberg - auteur-compositeur
- Dipesh Parmar – arrangeur
- Andreas Moe – chœur
- Richard Adlam – chœur
- Sam Blue – chœur
- Simon Chapman – chœur
- Hal Ritson – producteur-vocal, chœur
- Wez Clarke – mixeur, programmation

Source.

## Classement
| Classement (2011)             | Meilleure position |
| ----------------------------- | ------------------ |
| Pays-Bas (Nederlandse Top 40) | 27                 |
| Pologne (Dance Top 50)        | 19                 |
| Romanian Top 100              | 81                 |
| Slovaquie (IFPI Rádio)        | 44                 |
| Suède (Sverigetopplistan)     | 4                  |
| Royaume-Uni (UK Dance Chart)  | 33                 |
| Royaume-Uni (UK Indie Chart)  | 27                 |

## Certifications
| Pays  | Organisme | Certification | Vente   |
| ----- | --------- | ------------- | ------- |
| Suède | GLF       | 3 × Platine   | 120 000 |

## Historique de sortie
| Pays      | Date            | Format                 | Label           |
| --------- | --------------- | ---------------------- | --------------- |
| Australie | 16 juillet 2011 | Téléchargement digital | LE7ELS          |
| Suède     | 22 juillet 2011 | Téléchargement digital | Universal Music |